# Мигаловская набережная
Мигаловская набережная — улица в западной части Твери, проходящая параллельно правому берегу Волги. Начинается в районе примыкания 1-го Мигаловского проезда к Волге, заканчивается в 200 метрах от Мигаловского моста. Протяжённость набережной около 1 км.
На набережной расположены жилые 5- и 12-этажные дома, магазины, кафе. Застройка набережной была начата в 1960-х гг.

## Транспорт
- Автобус: 20, 21, 127.